# Turri
Turri (sardisk: Tùrri) er en by og en kommune (comune) i provinsen Sud Sardegna i regionen Sardinien i Italien. Byen ligger i 164 meters højde og har 422 indbyggere (2016). Kommunen har et areal på 9,60 km² og grænser til kommunerne Baradili, Baressa, Genuri, Pauli Arbarei, Setzu og Ussaramanna.